# Kopli (Lüganuse)
Kopli es una aldea del municipio de Lüganuse en el condado de Ida-Viru, España, con una población de109 habitantes denominados. censada a final del año 2011 de 13 habitantes. 
Se encuentra ubicada en el centro-norte del condado, cerca de la costa del golfo de Finlandia (mar Báltico) y de la carretera E20 que une Tallin con San Petersburgo.